# 나나 (배우)
나나(본명: 임진아, 1991년 9월 14일~)는 대한민국의 배우이다. 걸 그룹 애프터스쿨과 오렌지캬라멜의 전 멤버로, 서브 보컬과 서브래퍼를 맡았다.

## 학력
- 복대초등학교 (졸업)
- 서원중학교 (졸업)
- 오창고등학교 (졸업)
- 서울종합예술실용학교 뷰티예술학 (전문학사)

## 연예 활동
- 애프터스쿨에 영입되기 전에는 슈퍼모델로 활동했다.
- 쇼 프로그램에서 슈퍼모델 시절 모습을 보여 주어 화제가 됐다.
- 허니듀의 〈바보같아〉 뮤직 비디오에도 출연하여 연기를 했다.
- 이루의 뮤직비디오 〈하얀 눈물〉에 출연함
- 2016년 드라마 《굿 와이프》를 통해 연기자의 가능성 증명
- 2017년 영화 《꾼》에서 현빈, 유지태, 배성우, 박성웅의 베테랑 배우들과 호흡을 맞추며 스크린에 데뷔했다.[1]

## 출연 작품

### 예능
| 연도    | 제목                     | 역할 |
| ------- | ------------------------ | ---- |
| 2012~13 | 《Tokyo Brandnew Girls》 |      |
| 2014    | 《스타일 로그 2014》     |      |
| 2014~15 | 《룸메이트》             |      |
| 2016    | 《진짜 사나이》          |      |

### 드라마
| 연도 | 방송사        | 제목                         | 역할            |
| ---- | ------------- | ---------------------------- | --------------- |
| 2015 | 후난위성 TV   | 《상애천사천년》             | 자오나나        |
| 2016 | tvN           | 《굿 와이프》                | 김단            |
| 2019 | OCN           | 《킬잇》                     | 도현진          |
| 2019 | KBS2          | 《저스티스》                 | 서연아          |
| 2020 | KBS2          | 《출사표》                   | 구세라          |
| 2021 | MBC           | 《오! 주인님》               | 오주인          |
| 2022 | tvN           | 《월수금화목토》             | 유미 (특별출연) |
| 2022 | Netflix       | 《글리치》                   | 허보라          |
| 2023 | Netflix       | 《마스크걸》                 | 김모미          |
| 2023 | Amazone Prime | 《내 남자는 큐피드》         | 오백련          |
| 2024 | tvN           | 《플레이어 2 : 꾼들의 전쟁》 | 은나 (특별출연) |

### 영화
| 연도 | 제목                          | 역할                 |
| ---- | ----------------------------- | -------------------- |
| 2014 | 《패션왕》                    | 학교대표 섹시 여고생 |
| 2015 | 《Go Lala Go（杜拉拉追婚记)》 |                      |
| 2017 | 《꾼》                        | 춘자                 |
| 2022 | 《자백》                      | 세희                 |
| 2024 | 《더 킬러스》                 | 인영                 |
| 2025 | 《 전지적 독자 시점》         | 정희원               |

{| class="wikitable sortable"
! 연도
! 제목
! 가수
! 비고
|-
|2010
|〈바보같아〉
|허니듀
|
|-
|2010
|〈하얀 눈물〉
|이루
|
|-
|}

### 광고
- 2014년 DHC
- 2014년 스케쳐스
- 2014년 오스트 크로니클
- 2015년 터보
- 2015년 미에로화이바
- 2015년 마시는 식이섬유 글램
- 2015년 미미박스
- 2015년 오션월드 (With 이광수)
- 2017년 리얼야구존